# Ялинівська сільська рада (Пулинський район)
Ялинівська сільська рада (до 1973 року — Колодіївська сільська рада) — колишня адміністративно-територіальна одиниця та орган місцевого самоврядування у Черняхівському, Пулинському (Червоноармійському), Новоград-Волинському, Житомирському районах і Житомирській міській раді Волинської округи, Київської й Житомирської областей Української РСР та України з адміністративним центром у с. Ялинівка (до 1973 року — с. Колодіївка).

## Населені пункти
Сільській раді були підпорядковані населені пункти:
- с. Ялинівка
- с. Колодіївка
- с. Поплавка
- с. Стара Олександрівка
- с. Юлянівка
- с. Ясногірка

## Населення
Кількість населення ради станом на 1923 рік становила 1 695 осіб, кількість дворів — 316.
Кількість населення сільської ради станом на 1924 рік становила 1 745 осіб.
Відповідно до результатів перепису населення СРСР, кількість населення ради станом на 12 січня 1989 року становила 1 462 особи.
Станом на 5 грудня 2001 року, відповідно до перепису населення України, кількість мешканців сільської ради становила 1 370 осіб.

## Склад ради
Рада складалася з 16 депутатів та голови.

### Керівний склад сільської ради
| ПІБ                        | Основні відомості                                                               | Дата обрання | Дата звільнення |
| -------------------------- | ------------------------------------------------------------------------------- | ------------ | --------------- |
| Андрійчук Дмитро Дмитрович | Сільський голова, 1963 року народження, освіта, безпартійний                    | 26.03.2006   | 31.10.2010      |
| Андрійчук Дмитро Дмитрович | Сільський голова, 1963 року народження, освіта середня спеціальна, безпартійний | 31.10.2010   |                 |

Примітка: таблиця складена за даними джерела

## Історія
Створена 1923 року як Колодіївська сільська рада, в складі сіл Кароліни (згодом — Дібровка), Колодіївка, Поплавка, Старчанка та колонії Колодіївка Пулинської волості Житомирського повіту Волинської губернії. 26 березня 1925 року кол. Колодіївка передано до складу новоутвореної Черемошненської сільської ради Черняхівського району.
Станом на 1 вересня 1946 року сільська рада входила до складу Червоноармійського району Житомирської області, на обліку в раді перебували села Колодіївка, Поплавка, Старчанка (згодом — Ялинівка) та хутір Дібровка (згодом — Ясногірка).
11 серпня 1954 року, відповідно до указу Президії Верховної ради Української РСР «Про укрупнення сільських рад по Житомирській області», підпорядковано села Стара Олександрівка та Юлянівка ліквідованих Старо-Олександрівської та Юлянівської сільських рад Червоноармійського району.
На 1 січня 1972 року сільська рада входила до складу Червоноармійського району Житомирської області, на обліку в раді перебували села Колодіївка, Поплавка, Стара Олександрівка, Юлянівка, Ялинівка та Ясногірка.
6 серпня 1973 року, відповідно до рішення Житомирського облвиконкому № 317 «Про перенесення центру Колодіївської сільради в село Ялинівку та перейменування її в Ялинівську», адміністративний центр ради перенесено до с. Ялинівка з відповідним перейменуванням ради на Ялинівську.
Ліквідована 16 листопада 2017 року через об'єднання до складу Пулинської селищної територіальної громади Пулинського району Житомирської області.
Входила до складу Черняхівського (7.03.1923 р., 3.04.1930 р.), Пулинського (Червоноармійського, 28.09.1925 р., 14.05.1939 р., 8.12.1966 р.), Новоград-Волинського (7.01.1963 р.), Житомирського (4.01.1965 р.) районів та Житомирської міської ради (17.10.1935 р.).